# Мельничук, Александр Саввич
Алекса́ндр Са́ввич Мельничу́к (12 июля 1921, Писаревка Одесской губернии — 19 марта 1997, Киев) — советский и украинский лингвист, специалист в области общего и сравнительно-исторического языкознания, истории и этимологии славянских языков. Член-корреспондент АН СССР с 29 декабря 1981 года по Отделению литературы и языка (языкознание). Академик АН УССР (1985; член-корреспондент с 1967).

## Биография
После окончания школы в 1938 году поступил на филологическое отделение Киевского университета. С 1941 года — на фронте, участвовал в освобождении Варшавы и штурме Берлина. Окончил филологический факультет КГУ (1947, научный руководитель М. Я. Калинович) и аспирантуру Института языковедения им. А. А. Потебни АН УССР под руководством Л. А. Булаховского (1950). Заведующий отделом общего и славянского языкознания Института языковедения (1961—1991), доктор филологических наук (1965), профессор (1966). Член КПСС с 1967 года. И. о. академика-секретаря Отделения литературы, языка и искусствознания АН УССР (1971—1978); председатель Комитета по научной терминологии при Президиуме АН УССР (НАН Украины) (1987—1992); главный редактор научного журнала «Мовознавство» (1987—1993). Был членом редакционной коллегии журнала «Известия РАН. Серия литературы и языка». Похоронен на Байковом кладбище.

## Научная деятельность
Исследовал ряд теоретических проблем: понятия системы и структуры языка, вопрос о соотношении в языке идеального и материального. Также занимался методологией языкознания, с марксистских позиций анализировал новейшие тенденции и направления в мировой лингвистике.
Основатель киевской этимологической школы. В 1980-е годы создал и возглавил авторский коллектив по созданию фундаментального «Этимологического словаря украинского языка» (тт. 1—6, 1982—2012).
Автор свыше 200 научных публикаций.

## Основные работы
Монографии
- «Порядок слов и синтагматическое членение предложений в славянских языках» (1958);
- «Розвиток структури слов’янського речення» (1966);
- «Вступ до порівняльно-історичного вивчення слов’янських мов» (1966, редактор);
- «Сучасна українська літературна мова: синтаксис» (1972, редактор);
- «Словник іншомовних слів»[укр.] (1974, 2-е изд. 1985; редактор);
- «Вопросы теории языка в зарубежном языкознании» (1976);
- «Про мову Київського літопису XII століття» (1983);
- «Современное зарубежное языкознание: вопросы теории и методологии» (1983, редактор);
- «Историческая типология славянских языков» (чч. 1—2, 1986—2008; совм. с О. Б. Ткаченко);
- «Методологические проблемы языкознания» (1988, редактор);
- «Методологические основы новых направлений в мировом языкознании» (1992, редактор)

Статьи
- «Следы взрывного ларингального в индоевропейских языках» // «Вопросы языкознания», 1960, № 3
- «О роли мышления в формировании структуры языка» // «Язык и мышление» (1967)
- «Понятия системы и структуры языка в свете диалектического материализма» // «Ленинизм и теоретические проблемы языкознания» (1970);
- «О генезисе индоевропейского вокализма» // «Вопросы языкознания», 1979, № 5—6;
- «Розвиток мови як реальної системи» // «Мовознавство», 1981, № 2;
- «О всеобщем родстве языков мира» // «Вопросы языкознания», 1991, № 2—3;
- «Мова як суспільне явище і як предмет сучасного мовознавства» // «Мовознавство», 1997, № 2/3

## Награды
Был награждён медалью «За отвагу» и другими боевыми наградами.